# Stefan Erdmann (Tänzer)
Stefan Erdmann (* 15. Januar 1975 in Köln) ist ein deutscher Tanzsportler, Tanzsporttrainer, Wertungsrichter und Choreograph in den Lateinamerikanischen Tänzen. Als zertifizierter Tanzlehrer und Trainer unterrichtet er deutschlandweit und international Nachwuchstänzer, ist als Wertungsrichter auf Amateur- und Profiturnieren tätig und als Personal Trainer im Fitnessbereich tätig.
Stefan Erdmann ist Profitänzer und tanzte von 2004 bis 2013 mit seiner Tanzpartnerin Sarah Latton im Deutschen Professional Tanzsportverband.

## Erfolge
- Deutscher Meister Kür Latein 2006, 2007 und 2008
- Finalist der Weltmeisterschaft Kür Latein 2012
- Halbfinalist der Weltmeisterschaft 5-Tänze 2012
- Halbfinalist Weltmeisterschaft Kür Latein 2011
- Finalist Europameisterschaft Kür Latein 2011
- Finalist Europameisterschaft Kür Latein 2010
- Halbfinalist Europameisterschaft 2006
- Finalist Weltmeisterschaft Kür Latein 2005
- Gewinner der Deutschen Rangliste
- mehrfacher Gewinner der Bad Pyrmonter Krone

2012
- 6. Platz im Finale der Weltmeisterschaft Kür Latein (WDSF PD World Championship)

2011
- 5. Platz Europameisterschaft Kür Latein 2011
- 4. Platz Deutsche Meisterschaft
- 5. Platz Europameisterschaft Kür
- 3. Platz Deutsche Meisterschaft Kür
- 9. Platz Weltmeisterschaft Kür

2010
- 2. Platz Deutsche Meisterschaft Kür
- 3. Platz Deutsche Rangliste
- Viertelfinalist World Series Turniere

2009
- 2. Platz Holland Masters
- 3. Platz Deutsche Rangliste
- Viertelfinalist World Series Turniere

2008
- 1. Platz Deutsche Meisterschaft Kür
- 1. Platz Holland Masters
- 1. Platz Deutsche Rangliste
- Viertelfinalist World Series Turniere

2007
- 1. Platz Deutsche Meisterschaft Kür
- 2. Platz Holland Masters
- 7. Platz Europameisterschaft Kür

2006
- 1. Platz Deutsche Meisterschaft Kür
- 1. Platz Holland Masters
- 1. Platz La Classique du Quebec (Rising Stars)
- 4. Platz Deutsche Meisterschaft Latein

2005
- 2. Platz Deutsche Meisterschaft Kür Latein
- 6. Platz Weltmeisterschaft Kür Latein
- 5. Platz Italian Open
- 3. Platz Deutsche Meisterschaft Latein
- 1. Platz Deutsche Rangliste